# 8A busz (Balassagyarmat)
A balassagyarmati 8A jelzésű autóbusz a 8-as busz betétjárata, az Autóbusz-állomás és a MAHLE között közlekedik munkanapokon. A járatot a városi önkormányzat megrendelésére a Volánbusz üzemelteti.

## Járművek
Reggel és este Alfa Localo és MAN SL 223, délután pedig Ikarus C56 közlekedik a vonalon.

## Története
2013-ig a 8C busznak volt munkanapokon délutánokon egy járatpárja akkor még a Kenessey Albert Kórház és a Delphi között. 2013. január 2-án indította el a Nógrád Volán a 8A buszt, ami már a Kenessey Albert Kórház helyett az Autóbusz-állomástól indult munkanapokon 3 járatpárral.

## Útvonala
| MAHLE felé | Autóbusz-állomás felé |
| --- | --- |
| Autóbusz-állomás – Mikszáth Kálmán út – Rákóczi fejedelem út – Arany János utca – Patvarci út – Veres Pálné utca – Május 1. utca – Szügyi út – MAHLE | MAHLE – Szügyi út – Május 1. utca – Veres Pálné utca – Patvarci út – Szontágh Pál utca – Rákóczi fejedelem út – Mikszáth Kálmán út – Autóbusz-állomás |

## Megállóhelyei
| 8A (Autóbusz-állomás – MAHLE) |                      |          | |                                              |
| Perc (↓)                      | Megállóhely          | Perc (↑) | Megállóhelyet érintő járatok | Fontosabb létesítmények                      |
| 0                             | Autóbusz-állomás     | 11       | 1A, 2C, 4, 6, 6A, 8, 8A, 9A, 9B, 3314 460 1010, 1011, 1012, 1013, 1306, 1308, 3080, 3081, 3305, 3312, 3313, 3315, 3322, 3336, 3340, 3342, 3343, 3344 | Balassagyarmat autóbusz-állomás Tesco áruház |
| 2                             | Dózsa György út      | 9        | 1, 1A, 1C, 2, 4, 6, 6A, 7, 7A, 7B, 8, 8A, 9, 9A, 9B                                                                                                  |                                              |
| ∫                             | Rákóczi út 98.       | 8        | 1, 1A, 1C, 2, 4, 6, 6A, 7, 7A, 7B, 8, 8A, 9, 9A, 9B                                                                                                  | Nyitnikék Óvoda                              |
| 3                             | Arany János utca 3.  | ∫        | 8, 8A, 8C, 9, 9A, 9B |                                              |
| ∫                             | Szontágh Pál utca 3. | 7        | 5B, 8, 8A, 8C, 9, 9A, 9B |                                              |
| 4                             | Arany János utca 43. | ∫        | 8, 8A, 8C, 9, 9A, 9B |                                              |
| 5                             | Veres Pálné utca 51. | 6        | 5B, 8, 8A, 8C, 9, 9A, 9B |                                              |
| 6                             | Szabó Lőrinc iskola  | 5        | 3, 3B, 3C, 5B, 6, 7, 7A, 7D, 8, 8A, 8C, 9, 9A, 9B | Szabó Lőrinc Általános Iskola                |
| 7                             | Jeszenszky utca      | 4        | 3, 3B, 3C, 6, 7, 7A, 7D, 8, 8A, 8C, 9, 9A, 9B |                                              |
| 9                             | Volán telep          | 2        | 2C, 6, 6A, 8A, 8C | autóbuszgarázs                               |
| 11                            | MAHLE                | 0        | 2C, 6, 6A, 8A | MAHLE Compressors Hungary Kft.               |

## Külső hivatkozások
- A Nógrád Volán weboldala. [2014. december 30-i dátummal az eredetiből archiválva].
- Valósidejű utastájékoztatás. Nógrád Volán. [2018. augusztus 21-i dátummal az eredetiből archiválva]. (Hozzáférés: 2016. november 6.)